# Christina Coenen-van Ollefen
Christina Coenen-van Ollefen (Amsterdam, 22 september 1828 - Arnhem, 13 januari 1902) was een Nederlands toneelspeelster.
Christina Wilhelmina Jacoba van Ollefen werd geboren in het acteursgezin Willem Jacobus van Ollefen en Christina Elisabeth da Silva. In 1853 huwde ze met Johannes Meinardus Coenen, musicus.
In het begin van haar toneeljaren speelde ze nog jongensrollen. Ze was toneelspeelster in het gezelschap Boas en Judels. Later speelde ze in de Stadsschouwburg te Amsterdam en bij de troep van het Grand Theatre van Van Lier. Haar man bekleedde bij beide gezelschappen overigens de functie als musicus/dirigent. Volgens de necrologie in Het nieuws van den Dag van 22 januari 1902 was ze net als haar moeder temperamentvol en eigengereid, hetgeen een grootse loopbaan in het theater in de weg stond. Ze werd gezien als minder talentrijk dan haar moeder. Evengoed speelde ze diverse hoofdrollen in toneelstukken, zoals in Een Amsterdamsche jongen (1859, rol Arend) van Jacob van Lennep, niet toevallig voorzien van muziek door Coenen. In 1862 speelde ze een van de belangrijke rollen in het blijspel De linkerhand.
Ze stierf vergeten in Arnhem, inwonend bij haar zuster.